# Lamprostola molybdipera
Lamprostola molybdipera är en fjärilsart som beskrevs av William Schaus 1899. Lamprostola molybdipera ingår i släktet Lamprostola och familjen björnspinnare. Inga underarter finns listade i Catalogue of Life.